# Meadow Park
Der Meadow Park ist ein Fußballstadion in der englischen Stadt Borehamwood, Vereinigtes Königreich. Es ist Eigentum des Fußballclubs FC Boreham Wood, derzeit in der fünftklassigen National League. Auf den Rängen bieten sich 5000 Plätze, davon sind 1700 Sitzplätze auf Haupt- und Gegentribüne. Neben dem Heimclub nutzen weitere Mannschaften die Spielstätte. Die Hauptstadt London liegt rund 20 Kilometer südlich von Borehamwood, Grafschaft Hertfordshire. Die Jugendmannschaften des FC Arsenal rauf bis zur U-23 sowie die Frauen des Arsenal Women FC nutzen das Gelände. Der FC Watford ist mit seiner Reserve ebenfalls Mieter des Stadions.

## Geschichte
1948 entstand durch die Fusion aus den Borehamwood Rovers und den Royal Retournez der FC Boreham Wood. Bis 1963 trug der Club seine Heimspiele an der Elson Avenue aus, bevor man in den neugebauten Meadow Park umzog. Heute besitzt der Meadow Park Haupt- (East Stand) und Gegentribüne (West Stand) an den Längsseiten. Der Hauptrang deckt in der Länge nur etwa die Hälfte des Platzes ab und steht mittig. Er bietet 500 Sitzplätze, wurde 1999 errichtet und ersetzte die alte Haupttribüne von 1963. Der West Stand mit 1200 Sitzplätzen ist ein Neubau von 2014. Die Einweihung wurde von Arsène Wenger, damals Trainer des FC Arsenal, durchgeführt. Hinter den Toren befinden sich Stehränge. Die überdachte Nordtribüne (North Bank) wurde nach einem Neubau 2019 eingeweiht. Das Südende (South Terrace) ist mit unüberdachten Stehplätzen ausgestattet. In der südöstlichen Ecke dient ein Mobilfunkmast ebenfalls als einer der vier Masten der Flutlichtanlage. In der Nordostecke befindet sich in einem provisorischen Gebäude der Fanshop. Darauf thront eine kleine, elektrische Anzeigetafel.
Seit seiner Gründung 1987 nutzt der Arsenal Women FC das Stadion in Borehamwood. In der Saison 2006/07 erreichte die Mannschaft gegen den Umeå IK die Endspiele um den UEFA Women’s Cup, der späteren UEFA Women’s Champions League. Nach einem 1:0-Sieg der Londonerinnen im Hinspiel im Gammliavallen in Umeå fand das Rückspiel im Meadow Park statt. Mit einem 0:0-Unentschieden sicherten sich die Frauen von Arsenal die wichtigste Tröphäe im europäischen Frauenfußball.

### Zuschauerrekord und Zuschauerschnitt
Zu einem Freundschaftsspiel des FC Arsenal vor Saisonbeginn am 13. Juli 2001 gegen den FC Boreham Wood (2:0) füllten 4030 Zuschauer den Meadow Park.
- FC Boreham Wood
  - 2016/17: 477 (National League)[1]
  - 2017/18: 655 (National League)
  - 2018/19: 718 (National League)